# جاك ليتش (لاعب كريكت)
جاك ليتش (22 يونيو 1991 في المملكة المتحدة - ) (بالإنجليزية: Jack Leach)‏ هو لاعب كريكت بريطاني. شارك مع منتخب إنجلترا للكريكت. أما مع النوادي، فقد لعب مع نادي مقاطعة سومرست للكريكت ‏ وCardiff MCC University ‏ ونادي مارليبون للكريكت ‏.

## وصلات خارجية
- جاك ليتش على موقع إي آس بي آن كريك إنفو (الإنجليزية)